# 陈国辉 (福建)

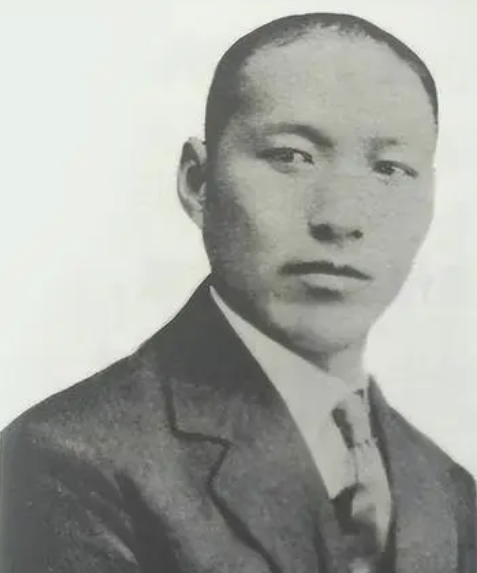
陈国辉

陈国辉（1897年—1932年12月23日），小名陈五，号耀臣，因脸部有天花斑，得绰号“猫子五”，福建南安人，中华民国大陆时期福建军阀，土匪出身。1930年—1932年，割据泉州一带，被称为“泉南王”。

## 早年
清光绪二十三年（1897年），陈国辉生于南安县九都墩兜村。父亲早逝，母亲朱唇娟改嫁九都美星村的陈鸾，陈国辉随母居住。幼年失学，上山放牧，少年时贩卖过猪苗。民国三年（1914年），投奔驻扎在八都山的福建护国军第一路司令吴瑞玉，成为他的随身勤务兵。民国四年（1915年），吴瑞玉在讨袁战争中阵亡；陈国辉收集残兵20余人枪，以八都山为据点，打家劫舍。

## 朝秦暮楚
民国六年（1917年）7月，孙中山在广州发动护法运动。当时，厦门国民党组织派人到南安收编民军，陈国辉部受编，陈国辉任护法军第四支队副营长。民国七年（1918年），张贞组织闽南靖国军，靠拢北洋军，与福建护法军发生冲突，护法军战败，陈国辉投靠靖国军，任靖国军独立团副团长兼第一营营长。随后，粤军陈炯明部入福建，进攻靖国军，陈国辉兵败，带10余名随从重上八都山。
民国十一年（1922年），孙中山命許崇智率东路讨贼军讨伐陈炯明，入福建扩编，陈国辉乘机再起，任福建自治军第六路司令。民国十二年（1923年），陈炯明部再次进入福建，陈国辉又投靠陈炯明，其部被纳入张毅师旗下，任第四旅旅长兼第十团团长，不久又率部反攻张毅。民国十五年（1926年）10月，国民革命军北伐军东征，何应钦率第一军入福建，消灭叛军残部，把全省民军整编为一个新编军。陈国辉接受整编，任新编军第二独立团团长，军衔为少将。民国十六年（1927年）10月，陈国辉部奉命前往龙岩，镇压中共地方组织发动的武装暴动。此时，陈国辉联络福建省政府委员兼军事厅长的方声涛，表示愿意为其效命，方声涛遂任命陈国辉为福建省防军第一混成旅旅长。
民国十八年（1929年）3月，毛泽东、朱德率领红军攻入龙岩城，陈国辉部溃散，逃往广东。不久，陈国辉率主力回福建，红军主动撤出龙岩城，陈国辉部入驻。6月19日凌晨，红军奇袭，陈国辉部惨败，陈国辉孤身逃往漳州。陈国辉到漳州后，招纳旧部，得1000左右人枪，到同安整训。福建省主席杨树庄命令陈国辉立刻率部回龙岩，陈国辉因畏惧而抗命，于是杨树庄宣布取消“福建省防军第一混成旅”番号，并通缉陈国辉，陈国辉逃往南安县东田藏匿。

## 鼎盛
民国十九年（1930年）4月，福建省政府代主席方声涛恢复陈国辉的原职，并加封“兴、泉、永警备司令”，于原泉州府衙门设置官邸，陈国辉的势力扩展到莆田、仙游、晋江、惠安、南安、同安、安溪、永春、德化等县，不久又被提拔为陆军中将。同年7月，永春湖洋、鳌峰一带的民军刘子宽、黄河书部，因拒受陈国辉收编，遭其派兵搜剿，房屋被烧毁100多座，群众伤亡100多人，禽畜损失1000头以上。
陈国辉部为筹集军饷，巩固地盘，设置名目繁多的捐税，其中以苛征鸦片烟苗税最为大宗，商品税和营业税次之，还有屠宰税、迷信捐、赌博税、妓院花捐、公路税等；同时，还对大华侨和巨商富户派“乌单”，稍有违抗，即逮捕入狱，加重罚款。

## 灭亡
民国二十一年（1932年）夏，蒋光鼐、蔡廷锴率十九路军入闽，蒋光鼐任福建省绥靖公署主任。蒋光鼐把陈国辉的势力视为眼中钉，加上永春、晋江等地的华侨纷纷控告陈国辉贪污华侨钱财，决心除灭。蒋光鼐要求陈国辉的后台、福建省政府代主席方声涛合作，方声涛为自保，同意牺牲陈国辉以换取十九路军的信任。民国二十一年（1932年）9月，陈国辉应蒋光鼐之邀，乘飞机到福州。一下机就被捕，押送秘密牢狱监禁；同年12月23日，被枪决于福州东湖，时年35岁。